# Суситна (Аляска)
Суситна (англ. Susitna) — статистически обособленная местность в боро Матануска-Суситна, штат Аляска, США. Входит в зону переписи населения Анкориджа. В 2010 году в местности проживало 18 человек.

## География
Местность находится на западном берегу реки Суситна у подножия горы Суситна (1340 метров) в 48 километрах от Анкориджа. Согласно Бюро переписи населения США площадь статистически обособленной местности составляет 412 км², из которых 410 км² — суша и 1,6 км² (0,38 %) — открытые водные пространства.

## Население
По данным переписи 2010 года, население статистически обособленной местности составляло 18 человек (из них 10 мужчин и 8 женщин), 10 домашних хозяйств и 7 семей. Расовый состав: белые — 100 %.
Из 10 домашних хозяйств 70 % представляли собой совместно проживающие супружеские пары, 30 % не имели семьи. В среднем домашнее хозяйство ведут 1,8 человек, а средний размер семьи — 2 человека. Доля лиц старше 65 лет — 33,3 %. Средний возраст населения — 58 лет. Средний доход на семью составлял $44 338.
Согласно переписи Американского сообщества (неофициальная перепись населения) в 2010-2014 годах в численности населения наблюдается следующие изменения:
|  |

## Климат
| Показатель                       | Янв.  | Фев.  | Март  | Апр. | Май  | Июнь | Июль | Авг. | Сен. | Окт. | Нояб. | Дек.  | Год   |
| -------------------------------- | ----- | ----- | ----- | ---- | ---- | ---- | ---- | ---- | ---- | ---- | ----- | ----- | ----- |
| Средний суточный максимум, °C    | −9,9  | −2,3  | 1,4   | 7,7  | 15   | 19,4 | 20,3 | 18,7 | 13,1 | 3,2  | −5,2  | −8,8  | 5,9   |
| Средняя температура, °C          | −14,9 | −11,3 | −6,6  | 1    | 8,3  | 13   | 14,8 | 13   | 7,6  | −1,4 | −9,8  | −13,8 | 0,1   |
| Средний суточный минимум, °C     | −19,9 | −17,3 | −14,7 | −5,7 | 1,7  | 6,6  | 9,3  | 7,3  | 2    | −6,1 | −14,6 | −18,8 | −5,8  |
| Норма осадков, мм                | 43,2  | 20,3  | 15,2  | 20,3 | 25,4 | 30,5 | 66   | 86,4 | 86,4 | 58,4 | 35,6  | 40,6  | 523,2 |
| Среднее число дней с заморозками | 30,8  | 28    | 30,4  | 27,7 | 8,1  | 0,3  | 0    | 0    | 8,9  | 27,7 | 28,5  | 30,8  | 221,3 |
| Источник: Погода и климат        |       |       |       |      |      |      |      |      |      |      |       |       |       |